# Preity Zinta
Preity Zinta (in hindī प्रीति ज़िंटा, Prīti Ja़iṁṭā; in telugu ప్రీతీ జింటా, Prītī Jiṁṭā; Shimla, 31 gennaio 1975) è un'attrice indiana.
È apparsa in molti film di Bollywood in lingua hindi, così come in quelli in lingua telugu e in inglese. Laureata in psicologia criminale, Zinta ha fatto il suo debutto come attrice nel film Dil Se nel 1998, seguito nello stesso anno da Soldier. Ha vinto un Filmfare Best Female Debut Award per entrambi i film. In seguito ha spaziato molto, interpretando personaggi di varia natura.
Zinta ha ricevuto il suo primo Filmfare Best Actress Award per l'interpretazione nel dramma Tomorrow May Never Come Kal Ho Naa Ho nel 2003, che divenne uno dei più grandi successi commerciali indiani di quell'anno oltremare. Ha inoltre recitato il ruolo principale femminile in due successi in India: il film di fantascienza Koi... Mil Gaya e il film romantico Veer-Zaara, che si è guadagnato l'elogio della critica. In seguito è stata notata per il suo ritratto delle donne indipendenti e moderne dell'India in Salaam Namaste e Non dire mai addio (Kabhi Alvida Na Kehna), che hanno avuto successo anche all'estero. Grazie a ciò Zinta è diventata un'attrice di punta del cinema indiano.
Oltre a recitare, Zinta è anche un'opinionista e scrive le sue rubriche per la BBC News Online dell'Asia meridionale e inoltre svolge regolarmente anche le attività di palcoscenico. È conosciuta dai media indiani per essere una donna che parla pubblicamente in modo chiaro ed esprime apertamente le sue opinioni, anche se talvolta si circonda di controversie. Queste ultime includono soprattutto il suo essere stata l'unica testimone in tribunale a non ritrattare quello che aveva detto in precedenza contro la classe criminale indiana durante il caso di Bharat Shah, per cui vinse il Godfrey Phillips National Bravery Awards.

## Biografia

### Primi anni e ambiente di crescita
Nata il 31 gennaio 1975 a Shimla, nell'Himachal Pradesh, Zinta proviene da una famiglia hindu Rajput di Rohru nel distretto di Shimla. Suo padre, Durganand Zinta era un ufficiale dell'esercito indiano e morì in un incidente d'auto quando Preity aveva tredici anni; l'incidente coinvolse anche sua madre, Nilprabha, che rimase seriamente ferita e dovette restare a letto per due anni. Zinta ha due fratelli, Deepankar e Manish.
Quando era studentessa ha sviluppato un amore per la letteratura, in particolare per William Shakespeare e la poesia. Dopo essersi diplomata a diciotto anni, si iscrisse al St Bede's College a Shimla. Inizialmente si specializzò in letteratura inglese, ma poi seguì un programma avanzato di psicologia. Ha ottenuto infatti una laurea in psicologia criminale, ma in seguito ha iniziato la carriera da modella. La prima pubblicità di Zinta per la cioccolata Perk fu il risultato di un incontro casuale con un regista di pubblicità alla festa di compleanno di un amico nel 1996. Il regista convinse Zinta a partecipare all'audizione per la pubblicità e lei fu scelta. Dopo ciò apparve anche in altre pubblicità, come in quella della Liril.

### Inizio di carriera (1997-1999)
Nel 1997, Zinta incontrò il regista cinematografico Shekhar Kapur. Fu inizialmente scritturata per il film “Tara Rum Pum Pum” di Kapur in un ruolo complementare a Hrithik Roshan, ma le riprese furono annullate; Kapur in seguito la raccomandò al regista di Dil Se Mani Ratnam.
Zinta cominciò anche a girare per il film Kya Kehna di Kundan Shah, la cui uscita fu ritardata fino al 2000. Il ritardo nella distribuzione di un altro film, Soldier, significò che la sua prima apparizione sul grande schermo avvenne con Dil Se nel 1998, a fianco di Shah Rukh Khan e Manisha Koirala. Zinta esordì dunque nella parte di Preeti Nair, una ragazza della classe media di Delhi e fidanzata di Khan; il film fu considerato essere un lancio insolito per una nuova venuta, dato che la sua parte riempie per venti minuti lo schermo cinematografico. Comunque alla fine venne notata per il suo ruolo, in particolare per il sincero personaggio che interpretava. Zinta vinse il Filmfare Best Female Debut Award per le sue interpretazioni sia in Dil Se che in Soldier.
Dopo ciò Zinta recitò in due film in lingua telugu, Premante Idera, con Venkatesh, e Raja Kumarudu, nel 1999, con Mahesh Babu. Continuò la sua carriera con la parte principale nel thriller Sangharsh accanto a Akshay Kumar. Il film, basato su Il silenzio degli innocenti del 1991, fu diretto da Tanuja Chandra e sceneggiato da Mahesh Bhatt. Zinta interpretava il personaggio di Reet Oberoi, un ufficiale del CBI (Central Bureau of Investigation) che si innamora di un killer che viene catturato, interpretato da Kumar. Il film non fu un successo al botteghino, anche se la performance di Zinta è stata apprezzata dalla critica.

### La svolta (2000-2002)
Il primo film di Zinta nel 2000 fu il dramma Kya Kehna, che inaspettatamente si rivelò un successo al botteghino. Il film è conosciuto per aver affrontato i temi delle mamme single e delle gravidanze adolescenziali e ha fatto guadagnare a Zinta un grande apprezzamento sia da parte del pubblico che dalla critica cinematografica. La sua interpretazione di una giovane madre che combatte i pregiudizi della società le ha fatto guadagnare un numero elevato di nomination, inclusa la sua prima candidatura come migliore attrice al Filmfare Awards.
In seguito, in quello stesso anno, ha interpretato Mission Kashmir, un film drammatico di Vidhu Vinod Chopra accanto a Sanjay Dutt e Hrithik Roshan. Ambientato nella valle del Kashmir durante il conflitto indo-pakistano, il film affronta i temi del terrorismo e del crimine, visti attraverso gli occhi di Aaltaf, interpretato da Roshan. Il ruolo di Zinta è stato quello di Sufiya Parvez, una reporter televisiva, di cui Aaltaf era innamorato quando era ragazzo. La sua interpretazione è stata ben accolta da tutti. Il film è stato un successo commerciale, al terzo posto quell'anno in India.
Nel 2001 Zinta si guadagnò critiche positive per il suo ruolo, che le ha fruttato la vittoria al National Film Award, nel film Dil Chanta Hai, di Farhan Akhtar, con Aamir Khan, Saif Ali Khan e Akshaye Khanna. Descrivendo la vita routinaria dei ricchi adolescenti di oggi, il film narra la storia di tre amici, con Zinta che interpreta una giovane donna, di nome Shalini, di cui è innamorato Aamir Khan.
Nel 2001 ci sono altri tre film interpretati da Zinta, incluso il dramma romantico di Abbas Mustan Chori Chori Chupke Chupke, che è stato distribuito con un anno di ritardo, a causa del processo subito dal produttore Bharat Shah. Il film è stato uno dei primi a Bollywood a affrontare il tema delle madri surrogate. La performance di Zinta nella parte di Madhubala, una prostituta dal cuore d'oro, sfruttata come madre surrogata, le ha fatto guadagnare una nomination al Filmfare Best Supporting Actress Award.
Nel 2002 Zinta ha collaborato di nuovo con il regista Kundan Shah, come protagonista nel dramma familiare Dil Hai Tumhaara, accanto a Rekha, Mahima Chaudhry e Arjun Rampal.

### Il successo (2003-giorno d'oggi)
Zinta è stata la protagonista femminile di tre notevoli successi commerciali del 2003: The Hero: Love Story of a Spy, Koi... Mil Gaya e Tomorrow May Never Come. Il primo ad uscire quell'anno fu il dramma patriottico The Hero, con Sunny Deol e Priyanka Chopra; è stato il film più costoso di Bollywood in quell'anno e non è riuscito a ricoprire i costi di produzione al botteghino. Zinta in seguito ha recitato nel film che ha segnato il debutto nella regia per Honey Irani, Armaan, accanto a Amitabh Bachchan e Anil Kapoor.
Seguì il film di fantascienza di Rakesh Roshan Koi... Mil Gaya, riguardante un giovane uomo con una malattia mentale degenerativa, film che divenne il più grande successo dell'anno con un incasso in India di 489 milioni di rupie..
Zinta ha ricevuto ulteriore successo nel 2006, recitando nel dramma di Karan Johar Kabhi Alvida Naa Kehna insieme a un cast di tutto rispetto che includeva Amitabh Bachchan, Shah Rukh Khan, Abhishek Bachchan, Rani Mukherjee e Kirron Kher.
In seguito ha recitato nel musical romantico di Shirish Kunder Jaan-E-Mann, la storia di due uomini negli Stati Uniti, e quindi la commedia Jhoom Jhoom Barabar Jhoom, di Shaad Ali, a fianco di Abhishek Bachchan, Bobby Deol and Lara Dutta.
Nel 2007, Zinta ha cominciato a lavorare con registi di film indipendenti e si è spostata verso cinema neorealistici, conosciuti in India come Parallel Cinema. Ha recitato nel suo primo film in lingua inglese, Rituparno Ghosh (The Last Lear), nella parte di un'attrice di teatro in lotta in un ruolo in contrapposizione ad Amitabh Bachchan. Il film è stato visto in anteprima al Toronto International Film Festival nel 2007 ed è stato bene accolto.

## Altri lavori

### Opinionista
Nel 2004 Zinta ha iniziato a far parte di un gruppo di commentatori della BBC News Online dell'Asia meridionale. La rubrica risultò un successo e divenne una delle dieci storie più lette al giorno nel sito. Nella sua seconda rubrica “Scommesse raccolte contro le donne”, Zinta denunciava il fenomeno delle molestie sessuali nei confronti delle donne in India e criticava quelli che indulgevano su questo comportamento.

### Lavori in palcoscenico
Zinta ha preso parte ad alcuni lavori in palcoscenico e a vari tour mondiali dal 2001. Il suo primo tour, una serie di concerti chiamati “Craze 2001”, è stato effettuato in tutti gli Stati Uniti a fianco di Anil Kapoor, Aamir Khan, Aishwarya Rai e Gracy Singh. Lo spettacolo ha dovuto affrontare una cancellazione anticipata a causa degli attentati dell'11 settembre e inoltre il gruppo era desideroso di ritornare in India al più presto possibile. Comunque gli spettacoli continuarono in Canada ed ebbero dei buoni risultati. Nel 2002 Zinta prese parte al tour mondiale “From India with love” (Dall'India con amore) nel Regno Unito, accanto ad Amitabh Bachchan, Aamir Khan, Shahrukh Khan e Aishwarya Rai. Lo spettacolo si tenne in due location all'aperto: all'Old Trafford di Manchester e all'Hyde Park di Londra, con oltre 100.000 spettatori. Il più grande tour mondiale di Zinta fu quello del 2004, quando si unì ad un gruppo di star del calibro di Shahrukh Khan, Rani Mukerji, Saif Ali Khan, Arjun Rampal e Priyanka Chopra nel “Temptation 2004”. Trasmesso in oltre 22 Paesi nel mondo, divenne il più importante concerto di Bollywood a livello internazionale. Nel 2006 Zinta ha fatto parte del tour mondiale “Heat 2006” con Akshay Kumar, Saif Ali Khan, Sushmita Sen e Celina Jaitley.

### Attività umanitarie
Durante i suoi anni di attività cinematografica, Zinta è stata coinvolta in varie attività di volontariato ed ha aiutato alcune cause relative alle donne in India, come per esempio la prevenzione dell'infanticidio femminile. Zinta ha anche appoggiato le linee guida per la consapevolezza dell'AIDS e le campagne per ripulire Mumbai. Nel 2005, insieme ad altre star di Bollywood è comparsa all'HELP! Telethon Concert, per la raccolta fondi da destinare alle vittime del Maremoto dell'Oceano Indiano del 2004.
Nel 2006 come ambasciatrice del Godfrey Phillips National Bravery Movement, Zinta ha frequentato un campo di donazione del sangue organizzato dal Rotary Club di Delhi e dal Godfrey Phillips Awards, dando il suo supporto per la causa dell'emancipazione femminile e promuovendo la causa umanitaria della donazione del sangue.
Nel 2007, insieme a Rani Mukerji, ha donato 250.000 rupie dei suoi incassi dal Kaun Banega Crorepati per la Croce Rossa del Distretto di Shimla nell'Himachal Pradesh. Nel dicembre 2007 ha preso parte agli sforzi dell'Ufficio delle Nazioni Unite per il Controllo della Droga e la Prevenzione del Crimine (UNODC) per sopprimere il traffico di esseri umani in India. Ha prestato la sua voce per creare una consapevolezza contro le pratiche disumane, per il bisogno di assicurare protezione e riabilitazione per i pentiti e la punizione per i colpevoli.

## Filmografia

### Cinema
- Dil Se, regia di Mani Ratnam (1998)
- Soldier, regia di Abbas Alibhai Burmawalla e Mastan Alibhai Burmawalla (1998)
- Premante Idera, regia di Jayant Paranji (1998)
- Raja Kumarudu, regia di K. Raghavendra Rao (1999)
- Sangharsh, regia di Tanuja Chandra (1999)
- Dillagi, regia di Sunny Deol (1999)
- Kya Kehna , regia di Kundan Shah (2000)
- Har Dil Jo Pyar Karega..., regia di Raj Kanwar (2000)
- Mission Kashmir, regia di Vidhu Vinod Chopra (2000)
- Farz, regia di Raj Kanwar (2001)
- Chori Chori Chupke Chupke , regia di Abbas-Mustan (2001)
- Yeh Raaste Hain Pyaar Ke, regia di Deepak S. Shivdasani (2001)
- Dil Chahta Hai, regia di Farhan Akhtar (2001)
- Dil Hai Tumhaara, regia di Kundan Shah (2002)
- The Hero: Love Story of a Spy, regia di Anil Sharma (2003)
- Armaan, regia di Honey Irani (2003)
- Koi... Mil Gaya, regia di Rakesh Roshan (2003)
- Tomorrow May Never Come (Kal Ho Naa Ho), regia di Nikkhil Advani (2003)
- Lakshya, regia di Farhan Akhtar (2004)
- Dil Ne Jise Apna Kaha, regia di Atul Agnihotri (2004)
- Veer-Zaara, regia di Yash Chopra (2004)
- Khullam Khulla Pyaar Karen, regia di Harmesh Malhotra (2005)
- Salaam Namaste, regia di Siddharth Anand (2005)
- Alag (Alag: He Is Different.... He Is Alone...), regia di Ashu Trikha (2006)
- Krrish, regia di Rakesh Roshan (2006)
- Non dire mai addio (Kabhi Alvida Na Kehna ), regia di Karan Johar (2006)
- Jaan-E-Mann (Jaan-E-Mann: Let's Fall in Love... Again), regia di Shirish Kunder (2006)
- Jhoom Barabar Jhoom, regia di Shaad Ali (2007)
- The Last Lear, regia di Rituparno Ghosh (2007)
- Om Shanti Om, regia di Farah Khan (2007)
- Heaven on Earth, regia di Deepa Mehta (2008)
- Heroes, regia di Samir Karnik (2008)
- Un incontro voluto dal cielo (Rab Ne Bana Di Jodi), regia di Aditya Chopra (2008)
- Main Aurr Mrs Khanna, regia di Prem Soni (2009)
- Ishkq in Paris, regia di Prem Soni (2013)
- Happy Ending, regia di Krishna D.K. e Raj Nidimoru (2014)
- Bhaiaji Superhit, regia di Neeraj Pathak (2018)